# Porphyromonas gingivalis
Porphyromonas gingivalis patří do kmene Bacteroidota a je to nepohyblivá, gramnegativní, tyčinkovitá, anaerobní, patogenní bakterie.
Nachází se v dutině ústní, kde se podílí na onemocnění parodontu, dále v horním gastrointestinálním traktu, dýchacím traktu a tlustém střevě.
Tato bakterie je primárně příčinou chronického onemocnění dásní, gingivitis chronica. Z neléčeného zánětu se vyvine parodontitida, která ohrožuje jednotlivé zuby i fungování celého organismu. Vědci došli k závěru, že P. gingivalis je přítomná v mozku lidí trpících Alzeimerovou chorobou.
Infekce P. gingivalis je kromě Alzheimerovy choroby spojována také s revmatoidní artritidou. Pacienti s revmatoidní artritidou mají zvýšený výskyt onemocnění parodontu; protilátky proti této bakterii jsou u těchto pacientů výrazně častější.